# Municipio de Briar Creek
El municipio de Briar Creek (en inglés: Briar Creek Township) es un municipio ubicado en el condado de Columbia en el estado estadounidense de Pensilvania. En el año 2000 tenía una población de 3061 habitantes y una densidad poblacional de 56,1 personas por km².

## Geografía
El municipio de Briar Creek se encuentra ubicado en las coordenadas 41°07′31″N 76°15′04″O / 41.12528, -76.25111.

## Demografía
Según la Oficina del Censo en 2000 los ingresos medios por hogar en la localidad eran de $37 743 y los ingresos medios por familia eran de $41 185. Los hombres tenían unos ingresos medios de $27 647 frente a los $19 032 para las mujeres. La renta per cápita de la localidad era de $17 818. Alrededor del 10,3% de la población estaba por debajo del umbral de pobreza.